# 4711 Kathy
4711 Kathy (1989 KD) là một tiểu hành tinh vành đai chính được phát hiện ngày 31 tháng 5 năm 1989 bởi H. E. Holt ở Palomar.